# فريدريك وينثر
فريدريك وينثر (بالدنماركية: Frederik Winther)‏ هو لاعب كرة قدم دنماركي في مركز الدفاع، ولد في 2001 في الدنمارك في مملكة الدنمارك. لعب مع نادي لينغبي.

## وصلات خارجية
- فريدريك وينثر على موقع قاعدة بيانات كرة القدم.إي يو (الإنجليزية)
- فريدريك وينثر على موقع Soccerway.com (الإنجليزية)
- فريدريك وينثر على موقع عالم كرة القدم.نت (الإنجليزية)